# Gerhard Beil
Gerhard Beil (Lipcse, 1926. május 28. – Berlin, 2010. augusztus 19.) német politikus és közgazdász. Kezdetben a Nemzetiszocialista Német Munkáspárt tagja. Később volt az SPD és a KPD tagja is. 1986 és 1990 közt az NDK külkereskedelmi minisztere volt. Fontos szerepet játszott a berlini fal ledőlésében.